# Urban Granström
Johan Urban Granström, född 4 augusti 1973 i Luleå, är en svensk socialdemokratisk kommunalpolitiker och kommunstyrelsens ordförande i Nyköpings kommun.
Granström var oppositionsråd under mandatperioden 2006–2010, efter valet 2010 tog Granström över posten som kommunstyrelsens ordförande.